# Интерпретация Фока
Интерпретация Фока — интерпретация квантовой механики с точки зрения концепции реальности квантовых состояний микрообъекта. Была выдвинута В. А. Фоком и А. Д. Александровым.
Утверждает, что волновая функция каждого микрообъекта является объективной характеристикой его реального состояния в определённых классическим образом внешних условиях. Она определяет вероятности появления различных результатов взаимодействия данного микрообъекта с другими объектами. При многократном повторении определённых внешних условий вероятности результатов взаимодействия с другими объектами проявляются в виде определённой частоты появления результатов. Эти частоты дают возможность осуществить статистическое истолкование волновой функции. Интерпретация Фока, в отличие от интерпретации Блохинцева, утверждает, что волновая функция не может относиться ни к какому определённому статистическому коллективу, так как 

элементами статистических коллективов, рассматриваемых в квантовой механике, являются не самые микрообъекты, а результаты опытов над ними, причём определённая постановка опыта соответствует одному определённому коллективу. Поскольку же получаемые из волновой функции распределения вероятностей для разных величин относятся к разным постановкам опыта, они относятся и к разным коллективам. Таким образом, волновая функция ни к какому определённому статистическому коллективу относиться не может.